# Eparchia di Uvarovo

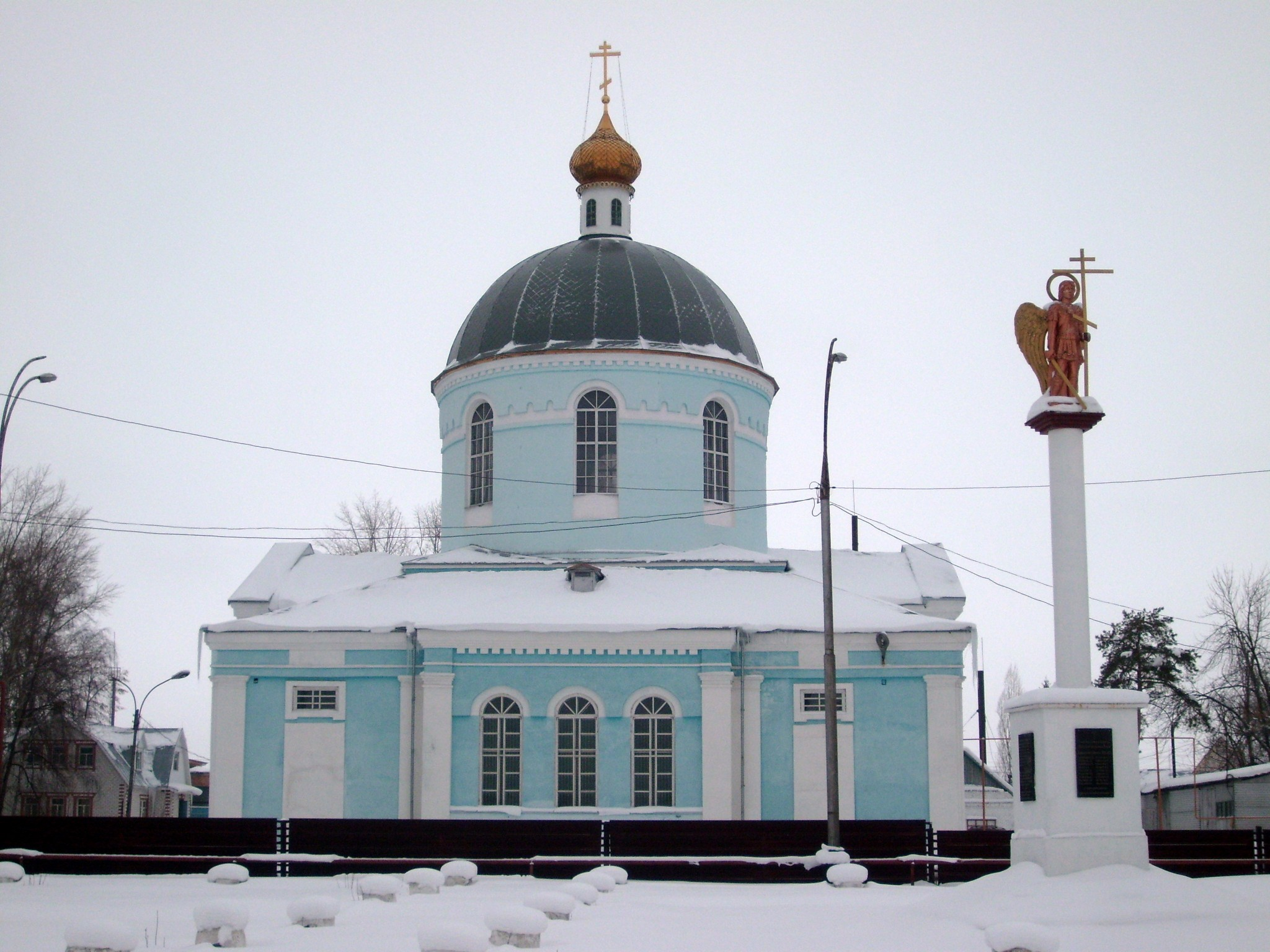
La cattedrale della Natività di Cristo di Uvarovo.

L'eparchia di Uvarovo (in russo Уваровская епархия?) è una diocesi della Chiesa ortodossa russa, appartenente alla metropolia di Tambov.

## Territorio
L'eparchia comprende i rajon Gavrilovskij, Žerdevskij, Inžavinskij, Kirsanovskij, Mučkapskij, Ržaksinskij, Uvarovskij e Umëtskij nell'oblast' di Tambov.
Sede eparchiale è la città di Uvarovo, dove si trova la cattedrale della Natività di Cristo.
L'eparca ha il titolo ufficiale di «eparca di Uvarovo e Kirsanov».

## Storia
L'eparchia è stata eretta dal Santo Sinodo della Chiesa ortodossa russa il 26 dicembre 2012, ricavandone il territorio dall'eparchia di Tambov, e contestualmente è entrata a far parte della metropolia di Tambov.